# St. Martin (Nortorf)

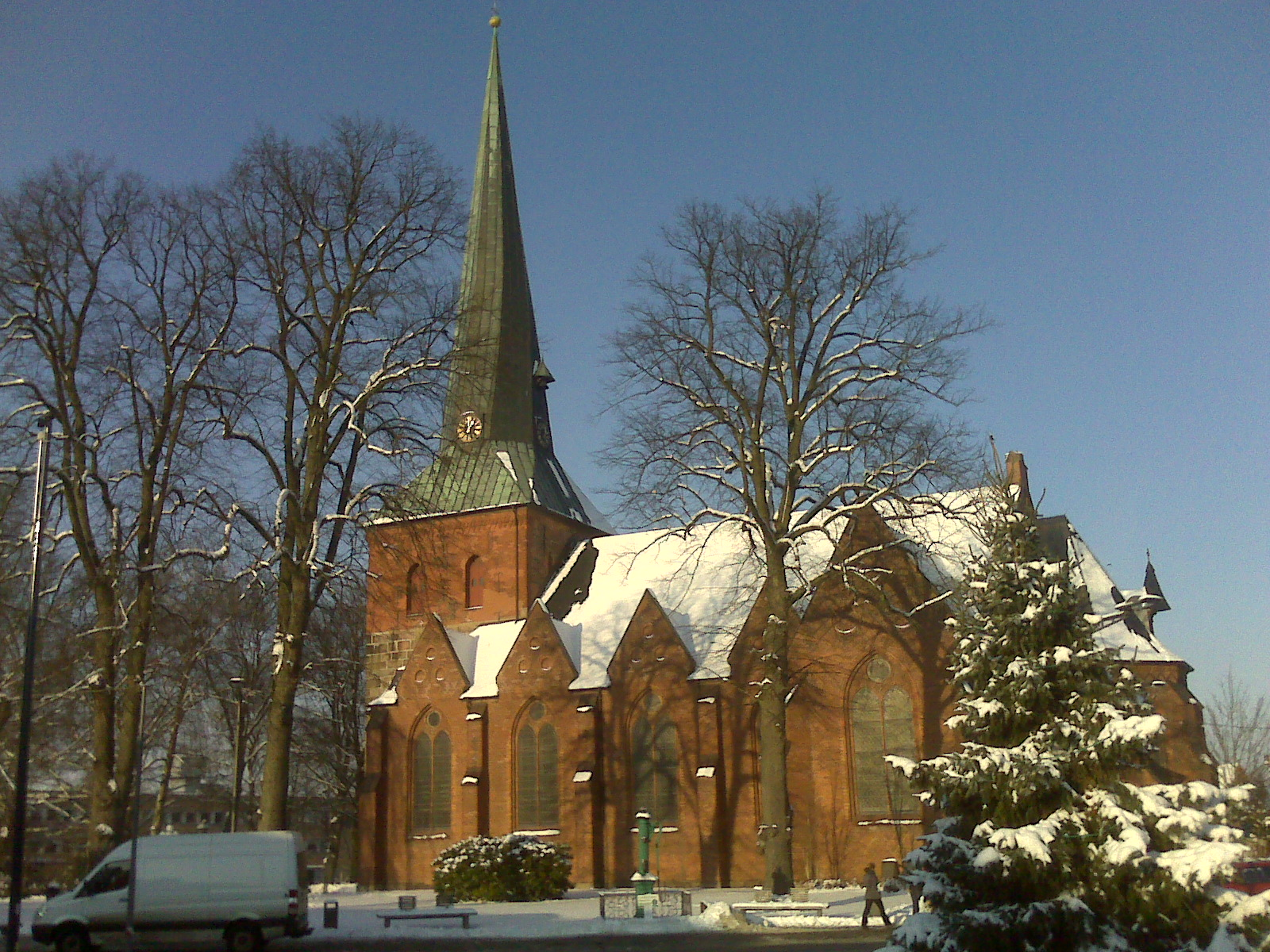
Die Kirche St. Martin in Nortorf

St. Martin ist eine neugotische evangelisch-lutherische Kirche in Nortorf im deutschen Bundesland Schleswig-Holstein.

## Geschichte
Schon Ansgar von Hamburg soll in Nortorf ein Kirchspiel gegründet haben. Erstmals erwähnt wird das Kirchspiel aber erst in der Visio Godeschalci um 1190. Dort berichtet der bis etwa 1170 in Nortorf ansässig gewesene Bauer Gottschalk, dass die Reliquien des Heiligen Martins bei einem Slaweneinfall 1164 geraubt, aber 1189 zurückgegeben worden seien. Die erste Nortorfer Kirche ist demnach spätestens um 1150 gegründet worden, als Heinrich der Löwe nach Unterwerfung Dithmarschens durch Nortorf kam. Um 1300 entstand wahrscheinlich ein Nachfolgebau, der in seinem Grundriss den damaligen Landeskirchen glich. Bis 1440 unterstand das Kirchspiel Nortorf dem Dompropst von Hamburg, der dann die Patronatsrechte an das Kloster Itzehoe übertrug.
Die Reformation wurde durch den Pastor Johann Acken eingeführt und führte zu schweren Konflikten mit dem altgläubigen Kloster Itzehoe und dem von diesem entsandten Priester. Im Jahre 1527/28 brannte das Innere der Kirche völlig aus. Zur Vorbereitung der Unterwerfung Dithmarschens 1559 versammelten sich König Friedrich II. und die Herzöge Adolf I. von Schleswig-Holstein-Gottorf und Hans von Schleswig-Holstein-Hadersleben in der Martinskirche
Während des Torstenssonkrieges 1643–1645 wurde die Kirche von schwedischen Söldnern ausgeplündert. 1660 wurde der Kirchturm vom Sturm umgeweht und erst 1678 wiederaufgebaut. In der Zeit von 1707 bis 1783 wurde der Turm dreimal vom Blitz getroffen. In den Franzosenkriegen 1813 wurde die Kirche erneut schwer beschädigt. Nach der Schlacht bei Sehestedt diente sie als Lazarett. Dabei wurde fast das gesamte Inventar vernichtet. Im Jahre 1871 entschloss man sich, das alte Kirchengebäude abzureißen und ein neues zu errichten.
Zur Kirchengemeinde, einer der großflächigsten von Schleswig-Holstein, gehören 28 Dörfer und neben der Martinskirche zwei Kapellen. In Groß Vollstedt befindet sich die 1958 von Bischof Wilhelm Halfmann eingeweihte Kapelle zum Guten Hirten, in Langwedel wurde 1967 die Paul-Gerhard-Kapelle errichtet. 2019 schloss sich die Kirchengemeinde mit den Kirchengemeinden Aukrug,  Hademarschen, Hohenwestedt, Schenefeld, Todenbüttel und Wacken zur Südregion im Kirchenkreis Rendsburg-Eckernförde zusammengeschloss, zu deren sieben Gemeinden derzeit dreizehn Pastorinnen und Pastoren, 14 Kirchen und Kapellen gehören.

## Baubeschreibung
Die heutige, am 15. Oktober 1872 eingeweihte Kirche hat J. B. Heyn aus Hamburg als dreischiffige neugotische Backsteinhallenkirche mit einem teils aus Granitquadern bestehenden Westturm ausgeführt. Der Nortorfer Friedhof, auf dem 700 Jahre lang die Toten des 28 Dörfer umfassenden Kirchspiels bestattet wurden, lag damals unmittelbar an der Kirche. 
In der Kugel unter dem Wetterhahn auf dem 52 Meter hohen Kirchturm befindet sich eine Zeitkapsel mit zeitgeschichtlichen Dokumenten aus Nortorf. Die Dokumente wurden in den letzten 280 Jahren ergänzt, wenn die Kugel wegen Blitzeinschlägen, Sturm oder Reparaturen ihren Platz verließ. Dies geschah zuletzt 1973.

## Ausstattung
Aus der alten Kirche wurden der Altar von 1857 und die reichverzierte, 1589 von Melchior Lucas in Husum gegossene Taufe übernommen. Die Taufe wurde von dem damaligen Pastor Samuel Meiger gestiftet und trägt eine lateinisch-niederdeutsche Inschrift, übersetzt: Ihr werdet Wasser schöpfen aus dem Brunnen des Erlösers – M. Samuel Meiger Pastor zu Nortorf nach (Jes 12,3 ).
An der Nordwand des neugotischen Kirchenbaues finden sich Reste eines ehemaligen Emporenbilderzyklus aus dem 17. Jahrhundert. Dargestellt sind die vier Evangelisten, sowie die Propheten Jeremia, Hesekiel und Jesaja

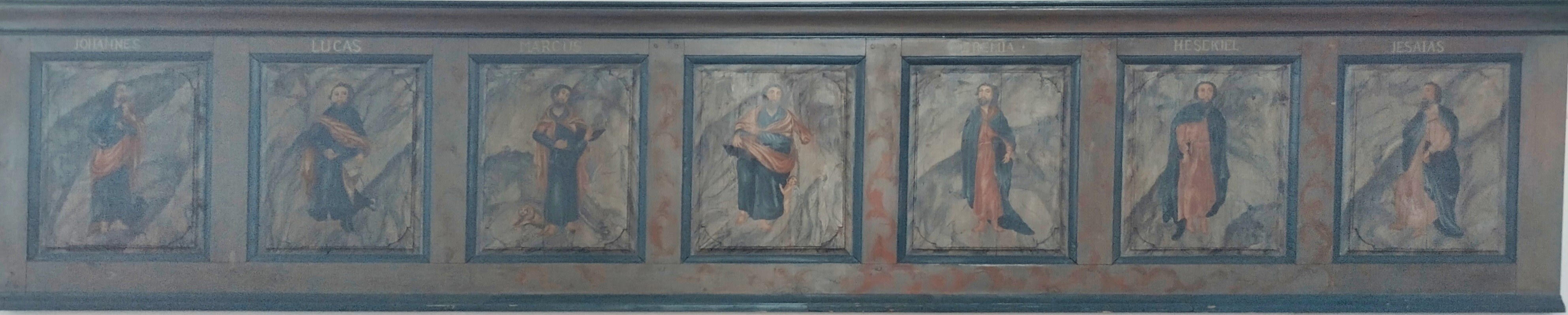
Ehemalige Emporenmalerei aus dem 17. Jahrhundert

### Orgel
Bereits 1875 wurde von der  Orgelbauwerkstatt Marcussen (Apenrade, Dänemark) eine Orgel mit 26 Registern auf zwei Manualen und Pedal und einem Prospekt mit neogotischen Stilelementen erbaut. 1935 und 1964 wurde das Instrument durch Eberhard Tolle, Preetz, renoviert und erweitert.
Die heutige Orgel wurde 1980 durch die Werkstatt Emil Hammer Orgelbau in dem historischen, denkmalgeschützten Gehäuse neu errichtet. Die Registeranzahl wurde im Zuge dieses Neubaus unter Verwendung von 14 Registern aus der Vorgängerorgel auf 35 erweitert. 
| II Hauptwerk C–g3 |                |         |   |
| 01.               | Pommer         | 16′     | T |
| 02.               | Prinzipal      | 08′     |   |
| 03.               | Holzflöte      | 08′     |   |
| 04.               | Rohrflöte      | 08′     | M |
| 05.               | Oktave         | 04′     |   |
| 06.               | Gedacktflöte 0 | 04′     | M |
| 07.               | Quinte         | 2 ⁄3′ 0 | M |
| 08.               | Flachflöte     | 02′     |   |
| 09.               | Cornett V      | 08′     |   |
| 10.               | Mixtur V       | 02′     |   |
| 11.               | Cymbel III     | 0 1⁄2′  |   |
| 12.               | Trompete       | 08′     |   |

| III Schwellwerk C–g3 |                           |         |   |
| 13.                  | Gedackt                   | 08′     | M |
| 14.                  | Quintade                  | 08′     | M |
| 15.                  | Dulciana                  | 08′     |   |
| 16.                  | Italienischer Prinzipal 0 | 4′      |   |
| 17.                  | Rohrflöte                 | 04′     | M |
| 18.                  | Principal                 | 02′     | T |
| 19.                  | Blockflöte                | 02′     | T |
| 20.                  | Quinte                    | 1 ⁄3′ 0 | T |
| 21.                  | Sifflöte                  | 01′     |   |
| 22.                  | Sesquialtera II           |         |   |
| 23.                  | Scharf IV                 | 01′     |   |
| 24.                  | Bärpfeife                 | 16′     |   |
| 25.                  | Cromorne                  | 08′     |   |
|                      | Tremulant                 |         |   |

| Pedal C–f1 |                 |          |     |
| 26.        | Subbass         | 16′      | M   |
| 27.        | Principalbass 0 | 08′      |     |
| 28.        | Spitzflöte      | 08′      |     |
| 29.        | Blockflöte      | 04′      |     |
| 30.        | Choralbass      | 04′      | M   |
| 31.        | Nachthorn       | 02′      |     |
| 32.        | Basszink III    | 5 1⁄3′ 0 | T   |
| 33.        | Mixtur IV       | 2 ⁄3′    | M/T |
| 34.        | Posaune         | 16′      |     |
| 35.        | Trompete        | 08′      |     |

- Koppeln:
  - Normalkoppeln: Koppelmanual (I), II/P, III/P

Anmerkungen
M = Orgelbauer Marcussen & Søn (1875)
T = Orgelbauer Tolle (1962)
Technische Daten
- Schleifwindlade
- Spieltisch:
  - Spielschrank
  - 3 Manuale
  - doppelt geschweiftes Parallelpedal
  - Registerzüge
- Traktur:
  - mechanische Tontraktur
  - mechanische Registertraktur

## Pastoren und Kirchenmusiker
- Samuel Meiger (1532–1610) war von 1555 bis zu seinem Tod Pastor an die St. Martinskirche in Nortorf. Er verfasste eine Schrift gegen Zauberer und Hexen.
- Paulus Egardus (1578/79–1655), Verfasser zahlreicher Erbauungsschriften, war 1610–1655 Pastor der Martinskirche.

- Günter Bongert (* 1953) war von 1980 bis 2014 Kirchenmusiker an der Nortorfer St. Martin-Kirche.